# Senatswahl in Tschechien 2016

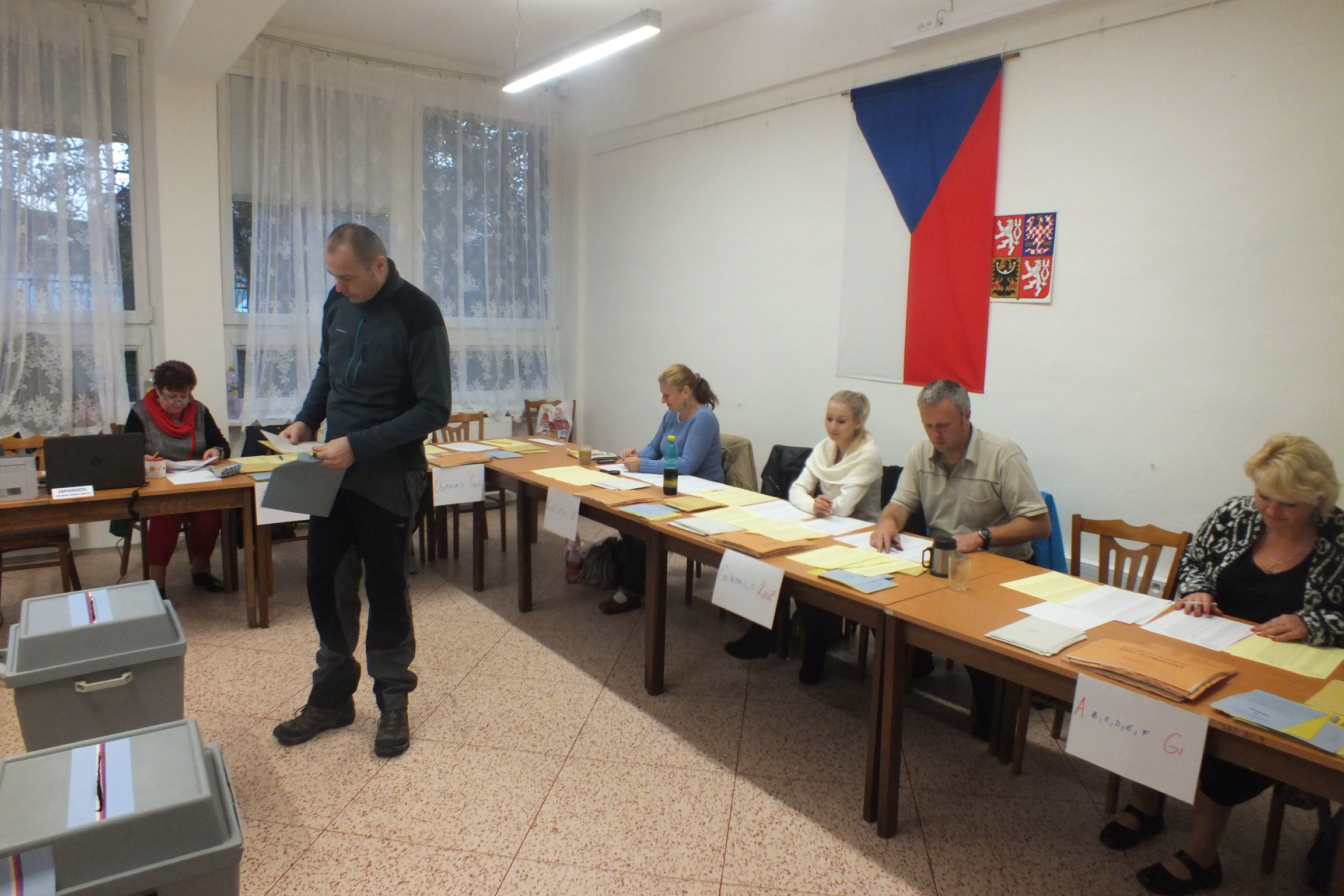
Senatswahl in Olomouc, Tschechien, 2016

Die Senatswahl in Tschechien 2016 fand am 7. und 8. Oktober statt, die Stichwahl am 14. und 15. Oktober. Bei Senatswahlen wird immer ein Drittel des Senats des Parlaments der Tschechischen Republik neu gewählt, es wurden also 27 der 81 Mandate neu vergeben.

## Ergebnisse

### Zusammenfassung
Sowohl die Česká strana sociálně demokratická (ČSSD) als auch die Občanská demokratická strana (ODS) erlitten deutliche Verluste. Dennoch blieben die Sozialdemokraten mit 25 Mandaten die stärkste Kraft. Am meisten Stimmen erhielt im ersten Wahlgang ANO 2011, das drei Sitze zulegen konnte.
Ebenfalls Sitzgewinne verbuchen konnte die KDU-ČSL, die teilweise mit den Grünen gemeinsame Kandidaten aufgestellt hatte, und das Wahlbündnis aus TOP 09 und STAN.
- KSČM: 1
- ČSSD: 25
- SPOZ: 2
- ANO: 7
- Unabh.: 1
- Sonst.: 5
- SZ: 4
- Piráti: 1
- STAN/SLK: 7
- S.cz: 2
- KDU: 14
- TOP 09: 2
- ODS: 9
- SsČR: 1

- ČSSD: 25
- SPOZ+KSČM+S.cz: 5
- ANO: 7
- fraktionslos: 8
- STAN: 12
- KDU: 16
- ODS: 10

| Partei | Partei                                                                  | Erster Wahlgang | Erster Wahlgang | Erster Wahlgang | Zweiter Wahlgang | Zweiter Wahlgang | Zweiter Wahlgang | Sitze ohne Neuwahl | Sitze insgesamt | ±  |
| Partei | Partei                                                                  | Stimmen         | %               | Sitze           | Stimmen          | %                | Sitze            | Sitze ohne Neuwahl | Sitze insgesamt | ±  |
| ------ | ----------------------------------------------------------------------- | --------------- | --------------- | --------------- | ---------------- | ---------------- | ---------------- | ------------------ | --------------- | -- |
|        | ANO 2011 (ANO)                                                          | 151 388         | 17,18           | 0               | 92 051           | 21,71            | 3                | 4                  | 7               | +3 |
|        | Česká strana sociálně demokratická (ČSSD)                               | 128 830         | 14,62           | 0               | 55 622           | 13,12            | 2                | 23                 | 25              | −8 |
|        | Občanská demokratická strana (ODS)                                      | 103 216         | 11,71           | 0               | 42 551           | 10,03            | 3                | 6                  | 9               | −5 |
|        | Komunistická strana Čech a Moravy (KSČM)                                | 83 741          | 9,50            | 0               | 5 737            | 1,35             | 0                | 1                  | 1               | ±0 |
|        | Křesťanská a demokratická unie – Československá strana lidová (KDU-ČSL) | 74 709          | 8,48            | 0               | 78 448           | 18,50            | 6                | 8                  | 14              | +4 |
|        | TOP 09                                                                  | 70 653          | 8,02            | 0               | 30 820           | 7,27             | 2                | 0                  | 2               | +2 |
|        | Strana zelených (SZ)                                                    | 18 798          | 2,13            | 0               | 12 565           | 2,96             | 1                | 3                  | 4               | ±0 |
|        | Starostové a nezávislí (STAN)                                           | 43 234          | 4,91            | 0               | 25 389           | 5,99             | 2                | 3                  | 5               | +1 |
|        | Starostové pro Liberecký kraj (SLK)                                     | 18 698          | 2,12            | 0               | 16 579           | 3,91             | 1                | 1                  | 2               | +1 |
|        | Nestraníci (NK)                                                         | 16 172          | 1,84            | 0               | 9,849            | 2,32             | 1                | 0                  | 1               | ±0 |
|        | Severočeši.cz (S.cz)                                                    | 14 901          | 1,69            | 0               | 13 377           | 3,15             | 2                | 0                  | 2               | ±0 |
|        | Občané Spolu – Nezávislí (OSN)                                          | 12 892          | 1,46            | 0               | 10,804           | 2,55             | 1                | 0                  | 1               | +1 |
|        | Strana soukromníků České republiky (SsČR)                               | 11 093          | 1,26            | 0               |                  |                  |                  | 1                  | 1               | ±0 |
|        | Nezávislí (NEZ)                                                         | 9 492           | 1,08            | 0               | 5 634            | 1,33             | 0                | 0                  | 0               | ±0 |
|        | Česká pirátská strana (Piráti)                                          | 7 352           | 0,83            | 0               |                  |                  |                  | 1                  | 1               | ±0 |
|        | Občané patrioti (OPAT)                                                  | 6 424           | 0,73            | 0               | 8 966            | 2,11             | 1                | 0                  | 1               | +1 |
|        | Hnutí pro Prahu 11 (HPP-11)                                             | 4 702           | 0,53            | 0               | 9 639            | 2,27             | 1                | 0                  | 1               | +1 |
|        | Strana Práv Občanů (SPOZ)                                               | 4 618           | 0,52            | 0               |                  |                  |                  | 2                  | 2               | −2 |
|        | Ostravak                                                                | 2 147           | 0,24            | 0               |                  |                  |                  | 1                  | 1               | ±0 |
|        | Unabhängige                                                             | 6 093           | 0,69            | 0               | 6 058            | 1,43             | 1                | 0                  | 1               | +1 |
|        | Sonstige Parteien                                                       | 92 017          | 10,44           | 0               |                  |                  |                  | 0                  | 0               | ±0 |
| Total  | Total                                                                   | 881 170         | 100,00          | 0               | 424 089          | 100,00           | 27               | 54                 | 81              | ±0 |

### Wahlkreisergebnisse

Wahlkreisgewinner nach Parteizugehörigkeit

|  | Křesťanská a demokratická unie – Československá strana lidová Občanská demokratická strana ANO 2011 Starostové a nezávislí / Starostové pro Liberecký kraj Česká strana sociálně demokratická TOP 09 Severočeši.cz Strana zelených Strana Práv Občanů Strana soukromníků České republiky Komunistická strana Čech a Moravy Česká pirátská strana Sonstige Parteien / Parteilose |

| Wahlkreis       | alt                 | alt    | alt     | neu gewählt        | neu gewählt | neu gewählt  | neu gewählt               |
| Wahlkreis       | Name                | Partei | Partei  | Name               | Partei      | Partei       | % der Stimmen (Stichwahl) |
| --------------- | ------------------- | ------ | ------- | ------------------ | ----------- | ------------ | ------------------------- |
| Karlovy Vary    | Jan Horník          |        | STAN    | Jan Horník         |             | STAN         | 66,17                     |
| Most            | Alena Dernerová     |        | S.cz    | Alena Dernerová    |             | S.cz         | 70,81                     |
| Plzeň-město     | Dagmar Terelmešová  |        | ČSSD    | Václav Chaloupek   |             | OPAT         | 60,71                     |
| Český Krumlov   | Tomáš Jirsa         |        | ODS     | Tomáš Jirsa        |             | ODS          | 59,74                     |
| Tábor           | Pavel Eybert        |        | ODS     | Jaroslav Větrovský |             | ANO          | 59,83                     |
| Beroun          | Jiří Oberfalzer     |        | ODS     | Jiří Oberfalzer    |             | ODS          | 63,14                     |
| Prag 11         | Milan Pešák         |        | ODS     | Ladislav Kos       |             | HPP-11       | 55,89                     |
| Prag 10         | Ivana Cabrnochová   |        | SZ      | Renata Chmelová    |             | KDU-ČSL      | 57,45                     |
| Prag 6          | Petr Bratský        |        | ODS     | Jiří Růžička       |             | TOP 09       | 72,06                     |
| Mělník          | Veronika Vrecionová |        | ODS     | Petr Holeček       |             | STAN         | 63,64                     |
| Ústí nad Labem  | Jaroslav Doubrava   |        | S.cz    | Jaroslav Doubrava  |             | S.cz         | 57,89                     |
| Liberec         | Přemysl Sobotka     |        | ODS     | Michael Canov      |             | SLK          | 80,18                     |
| Jičín           | Josef Táborský      |        | ČSSD    | Tomáš Czernin      |             | TOP 09       | 59,13                     |
| Kutná Hora      | Jaromír Strnad      |        | ČSSD    | Jaromír Strnad     |             | ČSSD         | 54,79                     |
| Pardubice       | Miluše Horská       |        | NK      | Miluše Horská      |             | NK           | 70,29                     |
| Ústí nad Orlicí | Petr Šilar          |        | KDU-ČSL | Petr Šilar         |             | KDU-ČSL      | 63,92                     |
| Blansko         | Jozef Regec         |        | SsČR    | Jaromíra Vítková   |             | KDU-ČSL      | 61,06                     |
| Jihlava         | Miloš Vystrčil      |        | ODS     | Miloš Vystrčil     |             | ODS          | 53,37                     |
| Brno-město      | Jan Žaloudík        |        | ČSSD    | Jan Žaloudík       |             | ČSSD         | 52,63                     |
| Brno-město      | Stanislav Juránek   |        | KDU-ČSL | Jiří Dušek         |             | ANO          | 51,94                     |
| Olomouc         | Martin Tesařík      |        | ČSSD    | Lumír Kantor       |             | KDU-ČSL      | 52,44                     |
| Bruntál         | Jaroslav Palas      |        | SPO     | Ladislav Václavec  |             | ANO          | 53,40                     |
| Nový Jičín      | Zdeněk Besta        |        | ČSSD    | Petr Orel          |             | SZ           | 74,23                     |
| Ostrava-město   | Antonín Maštalíř    |        | ČSSD    | Zdeněk Nytra       |             | Unabhängiger | 51,81                     |
| Frýdek-Místek   | Petr Gawlas         |        | ČSSD    | Jiří Cieńciała     |             | OSN          | 73,35                     |
| Kroměříž        | Miloš Malý          |        | ČSSD    | Šárka Jelínková    |             | KDU-ČSL      | 53,48                     |
| Hodonín         | Zdeněk Škromach     |        | ČSSD    | Anna Hubáčková     |             | KDU-ČSL      | 67,78                     |